# Dino Musija
Dino Musija (* 15. Juli 1999 in Klagenfurt) ist ein österreichischer Fußballspieler.

## Karriere
Musija begann seine Karriere beim FC Kärnten. Zur Saison 2007/08 wechselte er zum SK Austria Kärnten. Nach dessen Auflösung kam er zur Saison 2010/11 in die Jugend des SK Austria Klagenfurt. Im Jänner 2013 wechselte er zum Wolfsberger AC. Zur Saison 2013/14 schloss er sich dem SAK Klagenfurt an.
Im März 2015 spielte er erstmals für die zweite Mannschaft des SAK in der sechstklassigen 1. Klasse. Im Mai 2015 spielte er gegen den SC Weiz auch erstmals für die erste Mannschaft in der Regionalliga. Mit dieser stieg er am Saisonende allerdings in die Kärntner Liga ab. In dieser kam er in der Saison 2015/16 zu elf Einsätzen. Nach weiteren fünf Einsätzen in der Saison 2016/17 wechselte er im Jänner 2017 zum Ligakonkurrenten Annabichler SV. Für Annabichl kam er bis Saisonende zu vier Einsätzen.
Zur Saison 2017/18 wechselte Musija nach Niederösterreich zum achtklassigen FK Hagenbrunn. Für Hagenbrunn kam er zu 13 Einsätzen in der 2. Klasse und erzielte sechs Tore. In der Winterpause schloss er sich dem viertklassigen SC Ostbahn XI aus Wien an. Für Ostbahn kam er zum Ende der Spielzeit zu zwölf Einsätzen in der Wiener Stadtliga, aus der er mit dem Verein aber zu Saisonende abstieg. Daraufhin wechselte er zur Saison 2018/19 zum viertklassigen SC Wiener Viktoria. Für die Viktoria erzielte er fünf Tore in 20 Stadtliga-Einsätzen und stieg zu Saisonende mit dem Verein in die Regionalliga auf.
Daraufhin wechselte er zur Saison 2019/20 nach Slowenien zum Erstligisten NK Domžale. Für Domžale kam er allerdings lediglich zu einem Pokaleinsatz. Daraufhin wurde er in der Winterpause an den Zweitligisten NK Dob verliehen, für den er allerdings zu keinem Einsatz kam, da die Saison aufgrund der COVID-19-Pandemie abgebrochen wurde. Zur Saison 2020/21 kehrte Musija nach Österreich zurück und wechselte zum Zweitligisten Kapfenberger SV, bei dem er einen bis Juni 2021 laufenden Vertrag erhielt. Sein Debüt in der 2. Liga gab er im September 2020, als er am ersten Spieltag jener Saison gegen den FC Wacker Innsbruck in der Startelf stand. Für die Steirer absolvierte er insgesamt 24 Zweitligapartien, in denen ihm zwei Tore gelangen. Nach der Saison 2020/21 verließ er den Verein.
Nach einem halben Jahr ohne Klub wechselte Musija im Jänner 2022 nach Griechenland zum Zweitligisten AO Kavala. Für Kavala kam er zu acht Einsätzen in der Super League 2, aus der er mit Kavala zu Saisonende aber abstieg. Daraufhin verließ er den Verein. Zur Saison 2022/23 kehrte er dann zum mittlerweile drittklassigen SAK Klagenfurt zurück. Für den SAK kam er zu zwölf Regionalligaeinsätzen. Im Jänner 2023 verließ er Klagenfurt aber wieder.
Seit August 2022 ist er Geschäftsführer der DM Leasing d.o.o. mit Sitz in Velenje.